# Muntstraat 6 (Hoorn)
Het woonhuis aan de Muntstraat 6 in de Noord-Hollandse gemeente Hoorn, is een rijksmonument. Het pand werd op 16 november 1965 in het Monumentenregister ingeschreven.

## Geschiedenis
Van origine stond op deze plek aan de Muntstraat een woonhuis van één bouwlaag met kap. Dit pand werd omstreeks 1590 gebouwd, rond dezelfde tijd dat de Muntstraat werd aangelegd. Wie het toenmalige huis liet bouwen is niet bekend. De huidige voorgevel, verdieping, achterkamer, achterkeuken en voorste kap, het gebouw heeft twee aparte kappen, stammen uit 1660. De achterste kap is van een latere datum. De voorgevel is van omstreeds 1660 en is dus tegen een ouder pand geplaatst.
De keuken, achter op het erf, besloeg van origine de volle breedte van het perceel. Eind 19e eeuw werd de keuken gesloopt en kleiner opgebouwd.
In 1920, na het overlijden van de laatste bewoner, werd het gebouw in een publieke veiling verkocht. Voor de veiling had een correspondent van Vereniging Hendrick de Keyser contact gezocht met de vereniging om het pand aan te schaffen. De adviseur van de vereniging heeft na een bezoek negatief geadviseerd, omdat hij in de veronderstelling was dat het pand te zwaar verminkt was bij een verbouwing, waarbij de gevel versmald zou zijn. Het Rijk kocht het pand, waarna de directeur van het Rijkslandbouw Proefstation aan het Keern er kwam te wonen. In 1928 zou het opnieuw geveild gaan worden, maar deze veiling ging niet door vanwege de woningcrisis. Tot 1950 verhuurde het Rijk de woning, waarbij er ook een winkel in gevestigd werd. Waarna de gemeente Hoorn het pand overnam en er een kantoor in vestigde. In 1977 nam Bureau Voorlichting het kantoor in gebruik. In die tijd had de gemeente meerdere panden in de Binnenstad in gebruik als dependance van het stadhuis aan de Nieuwstraat, omdat dat te klein was geworden en het stadhuis aan de Nieuwe Steen nog niet in gebruik was genomen. In 1981 verhuisde de wijkagent naar het voormalige Bureau Voorlichting, terwijl toen nog het politiebureau zich naast het pand bevond. In de jaren 80 heeft het pand ook dienst gedaan als vakbondsschool van de FNV.
Het pand is in 2001 door de gemeente Hoorn geschonken aan Vereniging Hendrick de Keyser. Twee jaar later werd het pand onder leiding van Ruud Meischke gerestaureerd. Na restauratie werd het pand in 2004 weer als woning in gebruik genomen. Er werd bekendgemaakt dat burgemeester Van Veldhuizen in de woning zou gaan wonen.

## Situering
Het pand staat naast het kantoorgebouw van de Kamer van de Verenigde Oostindische Compagnie. Het staat bekend als de directiewoning van voornoemde kamer. De gebouwen staan op het voormalige terrein van het Sint-Catharinaklooster. Aan de achterzijde grenst het gebouw (de keuken) aan de Wisselstraat.

## Exterieur
De voorgevel, een lijstgevel, werd in 1660 voor een ouder pand gebouwd. De gevel behoort tot de kolossale orde, omdat de vier (gemetselde) Korinthische pilasters over de twee verdiepingen lopen. Deze pilasters verdelen de gevel in drie traveeën, waarvan de linker twee aanzienlijk smaller zijn dan de rechter waarin de dubbele voordeur geplaatst is. Deze onregelmatige verdeling gaat mogelijk terug op het oude pand uit 1580. Geheel bovenaan is een houten kroonlijst geplaatst, het middendeel risaleert met de twee middelste traveeën van de gevel mee. Op het voorste dakvlak van de dwarskap staan drie dakkapellen. Twee dakkapellen staan op de tweede verdieping en een, een verdieping hoger, in het midden van de kap.
Voor de gevel ligt nog een natuurstenen stoep met tree. De stoep beslaat niet de volle breedte van de gevel, maar slechts een deel rondom de voordeur. Deze stoep sluit niet geheel aan op die van het naastgelegen VOC-pand.
In de tuin, tegen de tuin van het kantoorpand van de VOC, bevindt zich een galerij met een houten tongewelf. Deze galerij stamt uit omstreeks 1660 en verbindt het woonhuis met de keuken. De keuken grenst aan de Wisselstraat. De oostelijke hoek kent een poort, welke toegang verschaft tot de Wisselstraat.

## Interieur
Van de originele bebouwing resteert intern nog een aantal zware balken in het voorhuis en een kelder onder het voorhuis. Vrij uniek is ook dat een groot deel van de indeling nog bewaard is gebleven.
In de hal bevindt zich een houten dubbele poort met gesneden details. De dubbele poort bestaat uit twee gekoppelde rondbogen, met erboven een fries. In het fries wordt een jachtscène afgebeeld. In de boogzwikken, tussen en naast de bogen, blazen engelen op bazuinen. Op het fries staat boven elke boog een fronton. In de linker boog bevindt zich de rechte steektrap naar de eerste verdieping en rechts de hal naar de achterkamer en de keuken. Op het poortje staan een aantal losse beeldjes. Een aantal stootborden bevatten snijwerk. De indeling op de begane grond is nog steeds zoals omstreeks 1660, in Nederland is het zeldzaam dat huizen uit die periode zo weinig zijn aangepast. Uit deze periode stamt ook de hangschouw in de woonkamer.
De verdiepingen boven de twee bouwdelen hebben niet een gelijke hoogte. De verdieping boven de uitbouw is daarom ontsloten via een kleine landing bij de steektrap. De verdieping boven de oudbouw ligt hoger en wordt ontsloten via een tweede steektrap. Boven dit deel is ook een daklicht geplaatst, welke mogelijk uit de bouwtijd stamt.

## Trivia
Voordat Hendrick de Keyser dit pand in bezit kreeg, heeft de vereniging eerder een vergelijkbaar pand in bezit gehad: Huis de Globe in Middelburg. Dit pand is echter bij het bombardement in 1940 verwoest. Dat pand had ook een vergelijkbare gang en werd rond dezelfde tijd gebouwd als het pand in Hoorn.